# Трутнов (округ)
Трутнов (чеськ. Okres Trutnov) — адміністративно-територіальна одиниця в Краловоградецькому краї Чеської Республіки. Адміністративний центр — місто Трутнов. Площа округу — 1 146,78 км², населення становить 119 042 особи.
До округу входить 75 муніципалітетів, з котрих 12 — міста.